# Lisków (gmina)
Lisków (do 1954 gmina Strzałków) – gmina wiejska w województwie wielkopolskim, w powiecie kaliskim. W latach 1975–1998 gmina położona była w województwie kaliskim.
Siedziba gminy to Lisków.
Według danych z 31 grudnia 2024 gminę zamieszkiwało 5072 osoby.

## Struktura powierzchni
W 2005 obszar gminy Lisków wynosił 75,83 km² (ob. 75,75 km²), w tym:
- użytki rolne: 64,37 km²
  - grunty orne: 51,83 km²
  - sady: 0,33 km²
  - łąki: 10,13 km²
  - pastwiska: 2,08 km²
- lasy: 6,46 km²
- pozostałe grunty (w tym nieużytki): 5 km²

## Demografia

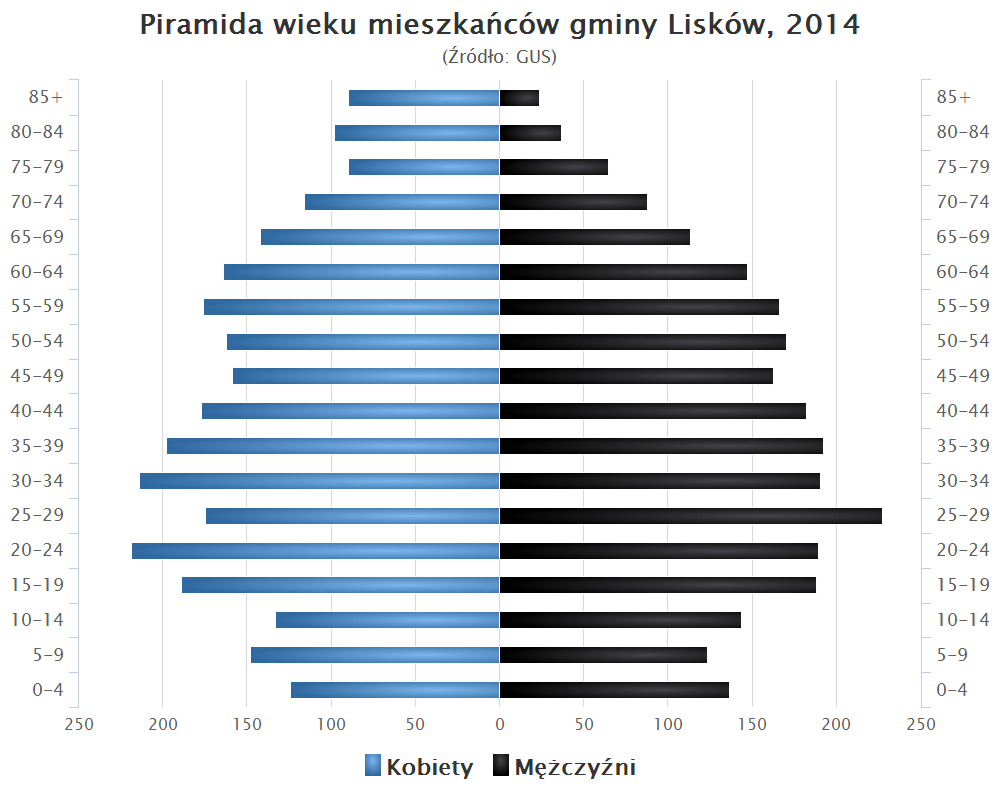
Piramida wieku mieszkańców gminy Lisków w 2014 roku

Dane z 31 grudnia 2024:
| Opis                              | Ogółem | Ogółem | Kobiety | Kobiety | Mężczyźni | Mężczyźni |
| --------------------------------- | ------ | ------ | ------- | ------- | --------- | --------- |
| jednostka                         | osób   | %      | osób    | %       | osób      | %         |
| populacja                         | 5072   | 100    | 2646    | 52,2    | 2426      | 47,8      |
| gęstość zaludnienia (mieszk./km²) | 67     | 67     | 34,9    | 34,9    | 32        | 32        |

## Sołectwa
Annopol, Budy Liskowskie (sołectwa: Budy Liskowskie I i Budy Liskowskie II), Chrusty, Ciepielew Józefów, Koźlątków, Lisków, Lisków-Rzgów, Madalin, Małgów, Nadzież, Pyczek, Strzałków, Swoboda, Trzebienie, Wygoda, Zakrzyn, Zakrzyn-Kolonia, Żychów.

## Sąsiednie gminy
Ceków-Kolonia, Goszczanów, Kawęczyn, Koźminek